# Ga Bãi đỗ xe dài hạn
Ga bãi đỗ xe dài hạn (tiếng Hàn: 장기주차장역; Hanja: 長期駐車場驛) là một ga của Tàu đệm từ sân bay Incheon ở Unseo-dong, Jung-gu, Incheon, Hàn Quốc.

## Bố trí ga
| ↑ Nhà ga 1 sân bay Quốc tế Incheon |
| \| Hướng lên                       |
| Hành chính phức hợp ↓              |

| Hướng lên   | ● Tàu đệm từ sân bay Incheon | ← Hướng đi Nhà ga 1 sân bay Quốc tế Incheon |
| Hướng xuống | ● Tàu đệm từ sân bay Incheon | → Hướng đi Yongyu →                         |